# Алиц (Болцано)
Алиц је насеље у Италији у округу Болцано, региону Трентино-Јужни Тирол.
Према процени из 2011. у насељу је живело 119 становника. Насеље се налази на надморској висини од 1100 м.